# Parlament Mauretanii
Parlament Mauretanii - główny organ władzy ustawodawczej w Mauretanii. Ma charakter bikameralny i składa się z Senatu oraz Zgromadzenia Narodowego. 
Zgromadzenie Narodowe liczy 95 członków, pochodzących z wyborów bezpośrednich i wybieranych (w zależności od okręgu wyborczego) z zastosowaniem ordynacji większościowej lub proporcjonalnej. Kadencja Zgromadzenia trwa pięć lat. Senat składa się z 56 członków powoływanych na sześcioletnią kadencję, przy czym co dwa lata odnawiana jest 1/3 składu izby. Większość z nich wybierają władze regionalne, trzy mandaty senatorskie zarezerwowane są dla reprezentantów Mauretańczyków zamieszkałych poza granicami kraju. 